# 翡翠娛樂台
翡翠娛樂台（英語：TVBe，英文全稱為；前身為翡翠電影台及無綫娛樂台）是電視廣播(美國)有限公司擁有的一條以粵語廣播為主的綜合娛樂頻道。

## 歷史與發展
翡翠娛樂台約於1994年成立。
翡翠娛樂台從啟播至2012年11月18日在美國曾透過DIRECTV使用第453頻道收看，同日在美國透過Dish Network使用第9986頻道收看。

## 節目
翡翠娛樂台的節目主要播放TVB劇集、娛樂新聞報道、娛樂綜藝資訊節目、無綫新聞台當日新聞，以及TVB每天製作的財經資訊節目《創富坊》。
2011年2月，翡翠娛樂台開始推出「美國、香港同日播」，TVB香港翡翠台當日黃金時間所播出的劇集將在美國同日播放，首部同步播放劇集為《Only You 只有您》。《女拳》及處境劇《誰家灶頭無煙火》於2011年3月份也開始同步播影。